# Ryszard Kunze
Ryszard Kunze (ur. 12 grudnia 1939 w Wejherowie) – polski szermierz, olimpijczyk

## Życiorys
Absolwent AWF w Poznaniu. Był zawodnikiem Warty Poznań. Zawodnik specjalizujący się we florecie. Uczestnik Igrzysk Olimpijskich w 1960 w Rzymie. Wystąpił na nich w konkursie drużynowym floretu, gdzie wraz z Egonem Franke, Witoldem Woydą, Ryszardem Parulskim i Januszem Różyckim zajął miejsca 5-8. W tym turnieju Kunze wystąpił w dwóch z czterech meczów uzyskując 5 zwycięstw.
W 1965 w Paryżu zdobył srebrny medal mistrzostw świata we florecie drużynowym. W 1966 wywalczył wicemistrzostwo Polski we florecie indywidualnie, a w 1967 to samo miejsce w drużynie. Po trzech latach, na Mistrzostwach Polski w Szermierce zajął trzecie miejsce w drużynie reprezentującej KS "Warta" Poznań, razem z Andrzejem Kanikowskim, Leszkiem Jarosławskim, Jerzym Kaczmarkiem, Grzegorzem Nowakiem, Romualdem Swobodą.